# Bulbophyllum spathulatum
Bulbophyllum spathulatum é uma espécie de orquídea (família Orchidaceae) pertencente ao gênero Bulbophyllum. Foi descrita por Robert Allen Rolfe e Gunnar Seidenfaden em 1970.